# Willis Towers Watson
Willis Towers Watson è una società multinazionale britannico-statunitense che si occupa di gestione del rischio, brokeraggio assicurativo e consulenza aziendale. La società è stata fondata nel 1828 ed è il terzo broker assicurativo più grande del mondo.

## Informazioni generali
Willis Towers Watson opera in più di 140 paesi e dispone di una forza lavoro composta da più di 40.000 dipendenti. È parte dell'Hedge Fund Standards Board e segue il codice volontario degli standard per le buone pratiche voluto dai suoi membri.

## Storia
Willis Towers Watson è stata costituita con una fusione paritaria tra il Gruppo Willis Holdings plc, di Londra, e Towers Watson & Co., con sede ad Arlington, Virginia.

### Processo di fusione

#### Eventi significativi
Le due società coinvolte hanno annunciato la fusione il 30 giugno 2015 con un accordo del valore di 18 miliardi $. Willis Towers Watson ha mantenuto il suo domicilio in Irlanda per questioni fiscali ed è stata quotata presso la Borsa di New York.
Nella seconda metà del 2015 la società ha spostato il proprio domicilio in Virginia ed è uscita dal NYSE per essere poi listata sull'indice NASDAQ. Il Gruppo Willis ha esercitato il suo diritto all'acquisizione di ciò che rimaneva di Gras Savoye e ha accettato di acquisire l'85% di Miller, il principale broker assicurativo indipendente di Londra. 

#### Completamento
La fusione è stata chiusa il 5 gennaio 2015 una volta ricevute tutte le approvazioni da parte dei regolatori. Willis Towers Watson ha pubblicamente annunciato il proprio cambio di nome il 5 gennaio stesso. Gli investitori del Gruppo Willis detenevano il 50,1% mentre quelli di Towers Watson il 49,9% della nuova società.
Al completamento della fusione, il CEO di Towers Watson, John Haley, è diventato il CEO della nuova società. Dominic Casserley, CEO del Gruppo Willis, è stato nominato Presidente e vice CEO mentre il Presidente del cda del Gruppo Willis, James McCann, è divenuto Presidente del Board della nuova società. I dodici posti nel consiglio di amministrazione sono stati divisi equamente tra i Gruppi Willis e Towers Watson.
Willis Towers Watson ha sottolineato che i costi di M&A sono rimasti significativi per tutto il primo anno, attestandosi tra i 150 e i 175 milioni di dollari.
Tre anni dopo la fusione, la società ha annunciato che la sinergia tra le due società ha superato le aspettative, permettendo risparmi superiori a 175 milioni di dollari contro le previsioni che parlavano di 100-125 milioni di dollari di risparmio.

## Willis Towers Watson in Italia
Willis Towers Watson ha nove sedi in Italia: Milano, Roma, Bologna, Catania, Firenze, Genova, Padova, Torino e Verona.